# Camelin-et-le-Fresne
Pour les articles homonymes, voir Camelin (homonymie), Camelin et Le Fresne.
Camelin-et-le-Fresne est une ancienne commune française, située dans le département de l'Aisne en région Hauts-de-France. Elle a existé de la fin du XVIIIe siècle à 1971. Elle est actuellement connue sous le nom de Camelin à la suite de l'absorption de la commune de Lombray depuis le 1er juillet 1971, reprenant ainsi le nom d'une des communes originelles.

## Toponymie
Le nom d la localité est attesté sous les formes Camellum, Camaleius et Camelecus en 871, Cameliacum en 907, Camelium Castrum en 917, Campus Lini vers l'an 1000, Cameli en 1160 et en 1205, Camelin au début du XIVe siècle.
Du latin camelus (chameau), à l’origine du surnom Camillus (nom propre latin) + -acum, qui avait donné d'abord *Camelai, Cameli[style à revoir] .
Fresne est un mot  français issu du latin fraxinus signifiant Frêne.[source insuffisante]

## Histoire
Elle a été créée entre 1795 et 1800 par la fusion des communes de Camelin et du Fresne.
La commune de Camelin-et-le-Fresne a été créée lors de la Révolution française. Le 1er juillet 1971, elle absorbe, à la suite d'un arrêté préfectoral du 15 juin 1971, la commune de Lombray. La nouvelle entité prend le nom de Camelin.

## Géographie
La commune avait une superficie de 6,67 km2.

## Administration
Jusqu'à l'absorption de Lombray en 1971, la commune faisait partie du canton de Coucy-le-Château-Auffrique dans le département de l'Aisne. Elle portait le code commune 02140. Elle appartenait aussi à l'arrondissement de Laon depuis 1801 et au district de Chauny entre 1790 et 1795. La liste des maires de Camelin-et-le-Fresne est :
| Période                                  | Période    | Identité  | Étiquette | Qualité |
| ---------------------------------------- | ---------- | --------- | --------- | ------- |
| Les données manquantes sont à compléter. |            |           |           |         |
| avant 1877                               | après 1879 | Berthaut, |           |         |

## Démographie
Jusqu'en 1971, la démographie de Camelin-et-le-Fresne était :
| 1793 | 1800 | 1806 | 1821 | 1831 | 1836 | 1841 | 1846 | 1851 |
| ---- | ---- | ---- | ---- | ---- | ---- | ---- | ---- | ---- |
| 552  | 632  | 620  | 657  | 722  | 680  | 709  | 700  | 659  |

| 1856 | 1861 | 1866 | 1872 | 1876 | 1881 | 1886 | 1891 | 1896 |
| ---- | ---- | ---- | ---- | ---- | ---- | ---- | ---- | ---- |
| 597  | 576  | 585  | 525  | 501  | 440  | 408  | 417  | 405  |

| 1901 | 1906 | 1911 | 1921 | 1926 | 1931 | 1936 | 1946 | 1954 |
| ---- | ---- | ---- | ---- | ---- | ---- | ---- | ---- | ---- |
| 372  | 353  | 356  | 301  | 328  | 308  | 325  | 347  | 287  |

| 1962 | 1968 | - | - | - | - | - | - | - |
| ---- | ---- | - | - | - | - | - | - | - |
| 298  | 297  | - | - | - | - | - | - | - |